# Villa Lions
El Villa Lions FC es un equipo de fútbol de Antigua y Barbuda que juega en la Tercera División de Antigua y Barbuda, la tercera liga de fútbol en importancia en el país.

## Historia
Fue fundado en la capital St. John's y han sido campeones de liga en 3 ocasiones, siendo un club que principalmente se ha mantenido a la sombra del equipo grande de la capital el Bassa FC. No han jugado en la máxima categoría desde la temporada 2010/11.
A nivel internacional han participado en un torneo continental, en la Copa de Campeones de la Concacaf 1994, en la cual fueron eliminados en la primera ronda del Caribe en manos del Newtown United de San Cristóbal y Nieves.

## Palmarés
- Primera División de Antigua y Barbuda: 3

1983/84, 1985/86, 1992/93

## Participación en competiciones de la Concacaf
| Temporada | Torneo                           | Ronda    | Club           | Casa | Visita | Global |
| --------- | -------------------------------- | -------- | -------------- | ---- | ------ | ------ |
| 1994      | Copa de Campeones de la Concacaf | Caribe 1 | Newtown United | 0-0  | 1-2    | 1-2    |

## Jugadores destacados
- Garfield Gonçalves